# Cotyadesmus brunneus
Cotyadesmus brunneus är en skalbaggsart som först beskrevs av Aurivillius 1924.  Cotyadesmus brunneus ingår i släktet Cotyadesmus och familjen långhorningar. Inga underarter finns listade i Catalogue of Life.